# Battleship Islands
Battleship Islands är öar i Kanada.   De ligger i provinsen British Columbia, i den sydvästra delen av landet, 3 500 km väster om huvudstaden Ottawa. Battleship Islands ligger i sjön Garibaldi Lake.
I omgivningarna runt Battleship Islands växer i huvudsak barrskog. Trakten runt Battleship Islands är nära nog obefolkad, med mindre än två invånare per kvadratkilometer.